# 金沢文庫駅
金沢文庫駅（かなざわぶんこえき）は、神奈川県横浜市金沢区谷津町にある、京浜急行電鉄（京急）本線の駅である。駅番号はKK49。
付近に位置する神奈川県立金沢文庫という鎌倉時代を中心とした歴史博物館が駅名の由来。京急の関係者や地元住民の間などでは、「文庫」と呼ぶ場合がある。かつては電車の方向幕にも単に「文庫」と書かれていたが、現在は正式名称通り「金沢文庫」と表記されている。

## 歴史
- 1930年（昭和5年）4月1日 - 開業[2]。
- 1941年（昭和16年）11月1日 - 湘南電気鉄道と京浜電気鉄道が合併[3]、京浜電気鉄道の駅となる。
- 1942年（昭和17年）5月1日 - 京浜電気鉄道が東京横浜電鉄へ合併[3]。東京急行電鉄（大東急）の駅となる。
- 1948年（昭和23年）6月1日 - 京浜急行電鉄が発足[4]、京浜急行電鉄の駅となる。
- 1980年（昭和55年）11月11日 - 橋上駅となる。
- 1999年（平成11年）7月31日 - 白紙ダイヤ改正により京急蒲田 - 新逗子間の急行を廃止。
- 2008年（平成20年）12月22日 - 接近メロディを導入。「my home town」が採用される。
- 2010年（平成22年）5月16日 - ダイヤ改正により新設されたエアポート急行の停車駅となる。

## 駅構造
全営業列車が停車する。駅の東西を結ぶ自由通路に面した橋上駅舎を持ち、有効長12両編成対応の島式ホーム2面4線を有する地上駅。上り線側には横浜方・浦賀方それぞれに複数の引き上げ線があり、始発および増結用車両の待機などに使用される。駅南方には金沢検車区があり、その入・出区駅となっている。本線の列車運行拠点の一つであるため、運行ダイヤが乱れている時などは当駅始発の臨時列車が運行されることが稀にある。当駅が始発・終点となる列車や車両の連結・切り離しが多数設定されているほか、一部の急行・普通電車では車両交換も行われ、その際は、原則同一ホームで乗り継ぎできるようになっている。また、南隣の金沢八景駅との間は京急唯一の複々線区間である。
発車標はホームの階段前に上下2箇所ずつある。2003年ごろからは停車駅案内とお知らせ・列車接近表示部電光掲示板付き反転フラップ式発車標（その前は初代の反転フラップ式）で、この発車標には当駅止まりや入れ替え列車が表示されていなかった。2016年3月下旬に上り・下りホーム共にフルカラーLED式電光掲示板へ交換された。
下りホームの1番線、2番線にホームドアが設置されることが決定した。設置工事開始予定日は、1番線：2024年1月20日（土）、2番線：2024年1月27日（土）。運用開始予定は、2024年3月下旬(予定)。

### 構内施設
2006年2月下旬にエレベーターを上下ホームに各1基、東口・西口出入口にエスカレーターを各1基の合計4基が完成し、同年3月18日より使用が開始された。その後、2008年4月から5月にかけて、音声案内装置が各階段・エスカレーター、改札前・トイレ前・きっぷ売り場前に設置された。2012年時点では上りホームの拡幅工事と合わせてエスカレーター増設工事も行われている。

### のりば
| 番線 | 路線 | 方向 | 行先                     |
| ---- | ---- | ---- | ------------------------ |
| 1・2 | 本線 | 下り | 横須賀中央・三浦海岸方面 |
| 3・4 | 本線 | 上り | 横浜・品川方面           |

### 接近メロディ
2008年12月22日から、駅前のすずらん通り商店街が出身地の小田和正が、生地を思い歌った楽曲「my home town」をアレンジしたものを接近メロディとして使用している。メロディはスイッチの制作で、編曲は塩塚博が手掛けた。

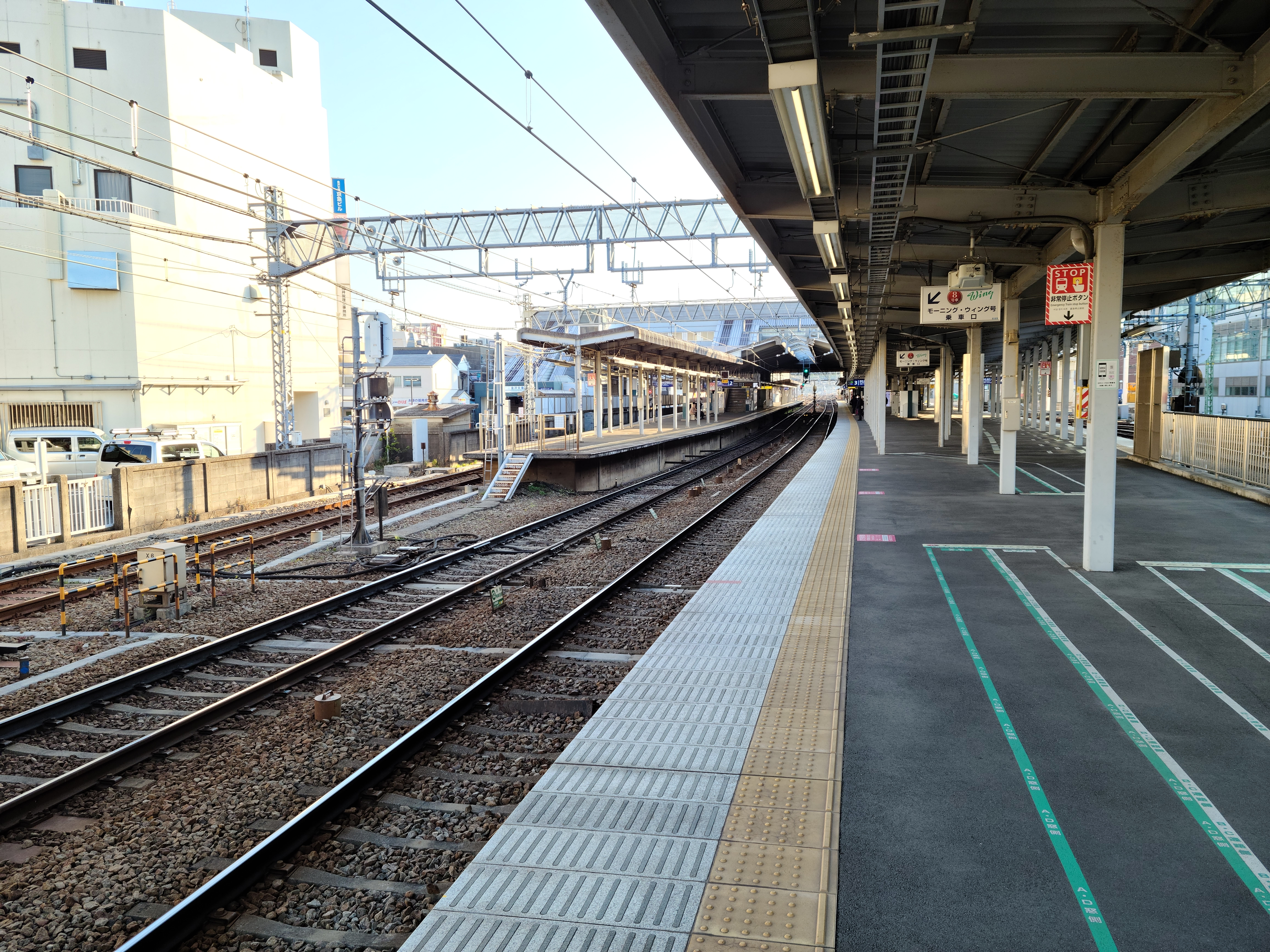
ホーム（2021年1月）
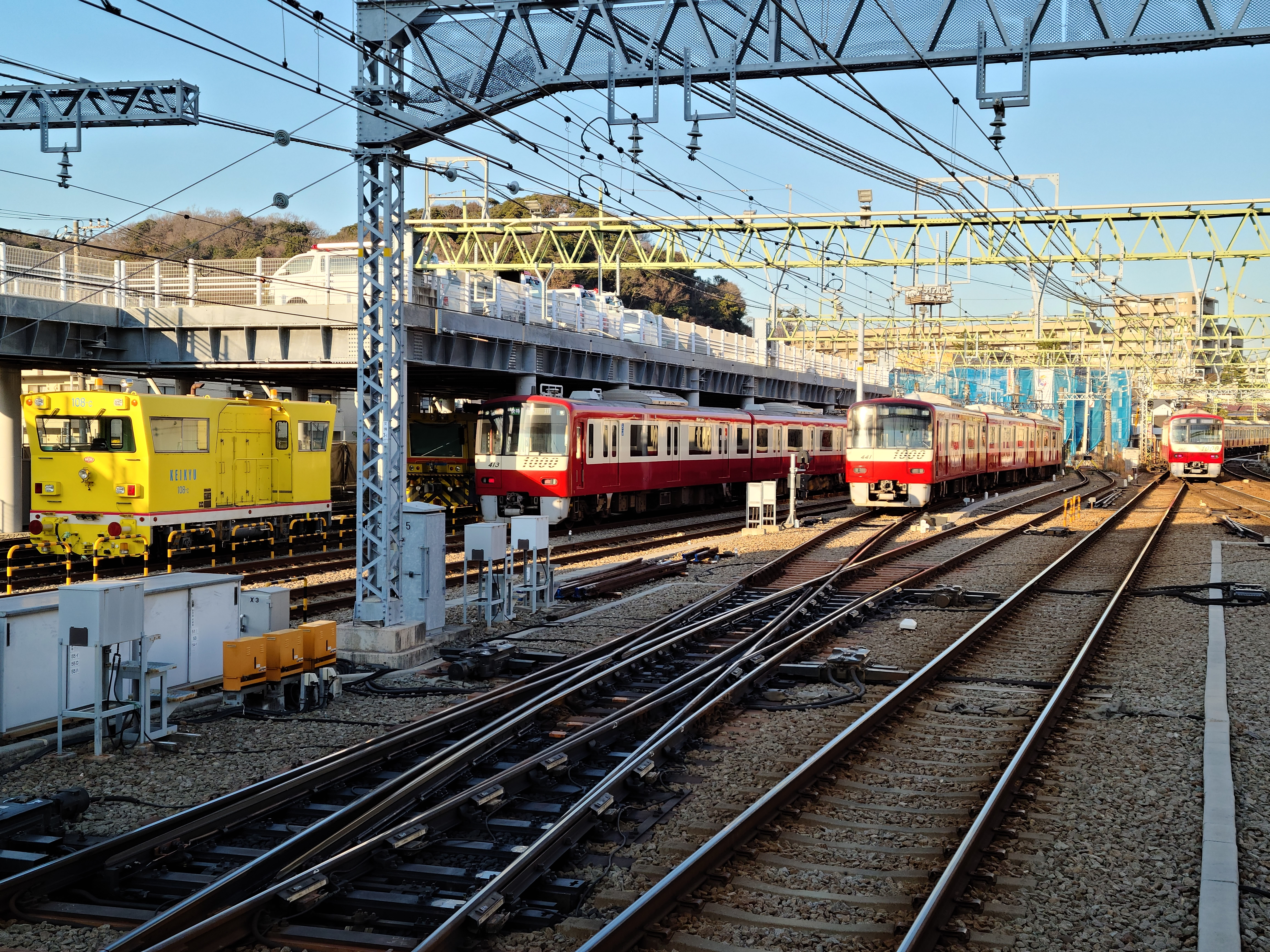
品川方の留置線（2021年1月）
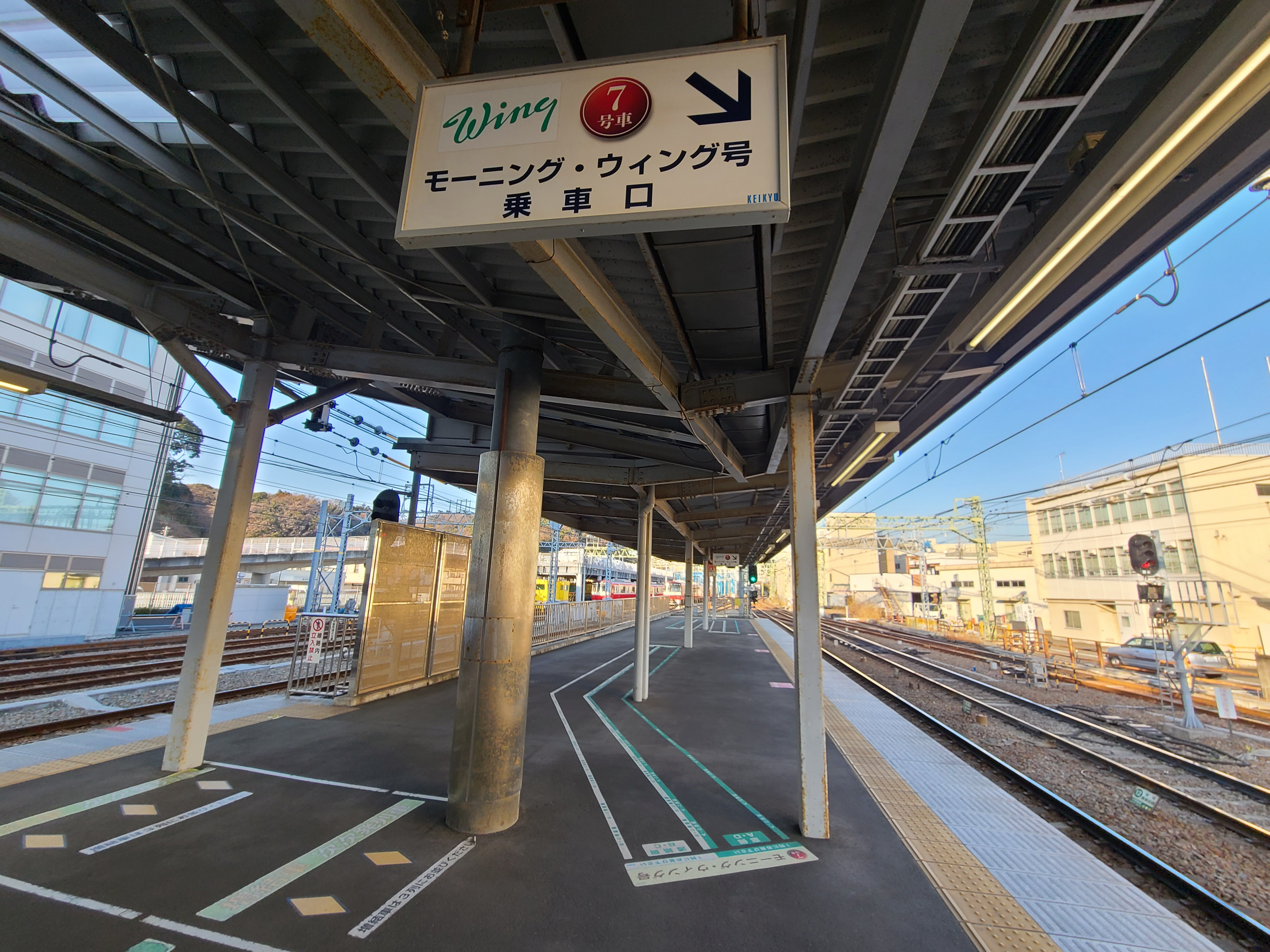
モーニング・ウイング号 乗車口（2021年1月）
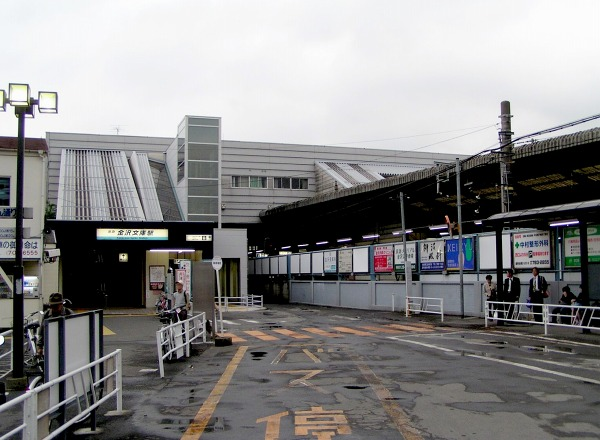
東口（2006年5月）

## 列車の発着・待避
常時待避・緩急接続を実施するほか、12両編成対応のホームが当駅以北にしかないため車両の増解結が実施される。
2010年5月15日までは増解結が多く見られたが、現行ダイヤでは増解結を行う電車は少なくなっている。同日まで夕方ラッシュ時には12両編成に対応する有効長を活かし、1番線の前方に普通・浦賀行き、後方に普通・新逗子行きの2列車（いずれも最大6両編成）を縦列停車させ、2番線に停車する快特ならびにウィング号といった優等列車の待避を同時に行ういわゆる縦列待避が行われていた。これにより優等列車からいずれの列車にも乗り換え（緩急接続）が出来るようになっており京急における奇抜な列車運用のひとつとして名物となっていたが、5月16日のダイヤ改正で金沢八景駅が快特ならびにウィング号の停車駅となり、前方に停車させていた普通・浦賀行きは優等列車の待避ならびに緩急接続を次駅の金沢八景駅で実施して、当駅では縦列停車・縦列待避を行わない。
上り快特・特急はすべて8両編成で入線するが、平日朝夕ラッシュ時および土曜の朝はこの駅で前後に空車を増結、12両編成となる列車が存在する。。平日朝ラッシュ時は、都営線直通特急は前部に増結、「B快特」「C特急」は後部に増結する。12両編成での運転は品川までで、泉岳寺方面への列車は再び8両編成となる。
列車の発着は、普通は速達列車との接続がある場合は4番線から、接続がない列車は3番線から発車する。ただし、例外として平日夕方から夜間にかけてと土休日の朝に3番線で接続待ちを行った後に発車する列車がある。速達列車は、構内の配線の関係上基本的に8両編成の場合と8両編成で到着し進行方向後方に4両編成を連結する場合は3番線から、8両編成で到着し前方に4両編成を連結する場合は4番線から発車する。かつては前方に4両編成を連結する場合も、3番線から発車して事例もみられた。
上り普通は、平日の朝ラッシュ時は京急富岡駅で後続の特急・快特の通過を待つ。この時間帯の上り普通は混雑緩和のため、当駅では特急が到着する前に発車する。特急は前に4両編成を増結するため、4番線から発着することは前記した。少しでも遅れが発生すると特急が先着する場合は、当駅で特急を待避させ、普通電車は京急富岡まで先行する。
当駅の車両連結を再現した「快特品川ゆき・快特羽田空港ゆき 連結でGO!」と称する玩具が京急ステーションコマースから発売された。

### 平日朝ラッシュ時の優等列車について
平日の朝ラッシュ時に通勤・通学客で混雑する当駅では、上り優等列車の増結車両を利用する利用客にホーム上の混雑を緩和するため、朝ラッシュ時は3列での整列乗車を呼びかけている。都営線直通の特急は4番線品川方に、品川行きは3番線浦賀方に車両を連結するため、それぞれの場所に増結列車用の乗車位置がホーム上・ホーム上屋の軒下に表示されている。左側（3番線は右側）から「先発列車」→「次発列車」→「次次発列車」の順に表示されており、増結車両を利用する乗客は、それぞれの位置に合わせて3列に整列し、増結車両を利用する。
平日朝ラッシュ時の上り特急品川行きのうち、横浜駅に7時29分から8時25分までに到着する6本は先頭車両を「女性専用車両」としている。これらの列車が発車する時間帯は3番線ホーム品川方のロードコーンに「先頭車は女性専用車両です。」と掲示し、女性専用車両の運転が終了すると撤去する。
神奈川新町駅下りホームは有効長が8両編成分であるために、下り優等列車は8時台まですべて特急か急行で、8両編成で到着する。

## 利用状況
横浜市統計書によると2022年度の1日平均乗降人員は58,440人（乗車人員：29,218人、降車人員：29,222人）である。
2020年度の1日平均乗降人員は51,120人である。利用者数は京急線全72駅中5位で、上大岡より南にある駅では最も多い。近隣に大規模な住宅地が立地し、周辺住民による利用が中心である。また、沿岸部にある工業団地への通勤目的の利用も多い。快特停車駅として特に利用客が多いわけではないが、快特・特急は当駅で増解結や緩急接続を実施し、それに伴う乗り換え客が多く存在するために当駅を境に乗客数が大きく変動する。
近年の1日平均乗降・乗車人員推移は下表の通りである。
| 年度               | 1日平均 乗降人員 | 1日平均 乗車人員 | 出典     |
| ------------------ | ---------------- | ---------------- | -------- |
| 1980年（昭和55年） | 50,893           | 25,047           |          |
| 1981年（昭和56年） |                  | 26,145           |          |
| 1982年（昭和57年） |                  | 26,773           |          |
| 1983年（昭和58年） |                  | 27,511           |          |
| 1984年（昭和59年） |                  | 28,844           |          |
| 1985年（昭和60年） |                  | 30,244           |          |
| 1986年（昭和61年） |                  | 32,496           |          |
| 1987年（昭和62年） |                  | 34,158           |          |
| 1988年（昭和63年） |                  | 35,934           |          |
| 1989年（平成元年） |                  | 35,471           |          |
| 1990年（平成02年） |                  | 36,000           |          |
| 1991年（平成03年） |                  | 36,197           |          |
| 1992年（平成04年） |                  | 35,537           |          |
| 1993年（平成05年） |                  | 35,247           |          |
| 1994年（平成06年） |                  | 35,003           |          |
| 1995年（平成07年） |                  | 35,489           | [ * 1 ]  |
| 1996年（平成08年） |                  | 35,211           |          |
| 1997年（平成09年） |                  | 34,835           |          |
| 1998年（平成10年） |                  | 34,538           | [ * 2 ]  |
| 1999年（平成11年） |                  | 34,389           | [ * 3 ]  |
| 2000年（平成12年） | 68,806           | 34,581           | [ * 3 ]  |
| 2001年（平成13年） | 69,203           | 34,588           | [ * 4 ]  |
| 2002年（平成14年） | 68,940           | 34,475           | [ * 5 ]  |
| 2003年（平成15年） | 70,017           | 34,704           | [ * 6 ]  |
| 2004年（平成16年） | 71,034           | 35,601           | [ * 7 ]  |
| 2005年（平成17年） | 73,650           | 36,608           | [ * 8 ]  |
| 2006年（平成18年） | 74,609           | 37,075           | [ * 9 ]  |
| 2007年（平成19年） | 75,008           | 37,190           | [ * 10 ] |
| 2008年（平成20年） | 74,769           | 37,061           | [ * 11 ] |
| 2009年（平成21年） | 73,014           | 36,510           | [ * 12 ] |
| 2010年（平成22年） | 72,532           | 35,944           | [ * 13 ] |
| 2011年（平成23年） | 71,255           | 35,239           | [ * 14 ] |
| 2012年（平成24年） | 70,858           | 35,081           | [ * 15 ] |
| 2013年（平成25年） | 71,523           | 35,402           | [ * 16 ] |
| 2014年（平成26年） | 69,368           | 34,365           | [ * 17 ] |
| 2015年（平成27年） | 69,870           | 34,588           | [ * 18 ] |
| 2016年（平成28年） | 70,204           | 34,793           | [ * 19 ] |
| 2017年（平成29年） | 70,524           | 34,922           | [ * 20 ] |
| 2018年（平成30年） | 70,673           | 34,997           | [ * 21 ] |
| 2019年（令和元年） | 69,940           | 34,572           | [ * 22 ] |
| 2020年（令和02年） | 51,120           | 25,359           |          |
| 2021年（令和03年） | 54,960           |                  |          |
| 2022年（令和04年） | 58,440           | 29,218           | [ # 1 ]  |

## 駅周辺
当駅は金沢区の中心部に立地する。西方の釜利谷などに大規模な分譲住宅地があるほか、金沢自然公園や横浜市立金沢動物園、駅名の由来となった神奈川県立金沢文庫などの観光名所への最寄り駅となっている。金沢検車区をはじめ、京急の事業用施設が多数設置されている。

### 京浜急行電鉄関連施設
- 金沢文庫信号扱い所
- 金沢文庫乗務区
- 金沢文庫保線区
- 土木工事区
- 建築工事区
- 金沢文庫電力区
- 金沢文庫通信区
- 金沢検車区

### 東口
- 京急メモリアル 金沢文庫斎場
- 京急キッズランド金沢文庫保育園
- 景翠会金沢病院
- ユニオンセンター
- 横浜南公共職業安定所（ハローワーク横浜南）
- 金沢区総合庁舎
  - 金沢区役所
  - 横浜市金沢消防署
  - 金沢公会堂
- 神奈川県金沢警察署
- 金沢警察署金沢文庫駅前交番
- 横浜金沢郵便局
  - ゆうちょ銀行 横浜金沢店
- 横浜金沢文庫郵便局
- NTT横浜金沢ビル
- 三井住友銀行金沢文庫支店・金沢八景支店
- りそな銀行上大岡支店金沢文庫出張所
- 称名寺
  - 金沢文庫
- 国道16号（横須賀街道）

### 西口
- アピタ金沢文庫店
- オーケー 金沢文庫店
- 総合車両製作所 本社・横浜事業所
- 横浜市立釜利谷東小学校
- 横浜市立金沢中学校
- 金沢文庫駅前郵便局
- みずほ銀行金沢文庫支店
- 三菱UFJ銀行金沢文庫支店・金沢文庫駅前支店
- 横浜銀行金沢文庫支店
- ハックドラッグ
- 金沢文庫病院

## バス路線
京浜急行バスと大新東バスにより運行されている。
西口と東口にバスターミナルを持つほか、国道16号上に「金沢文庫」停留所がある。発着する路線の詳細は京浜急行バス能見台営業所・京浜急行バス追浜営業所・大新東バスレイディアントシティ営業所を参照。

### 金沢文庫駅西口
主に駅の西側に点在する住宅地や学校、大学や自然公園への路線が発着する。
| 乗場 | 路線                       | 系統 | 経由                                                   | 行先                              | 運行事業者 |
| ---- | -------------------------- | ---- | ------------------------------------------------------ | --------------------------------- | ---------- |
| 1    | 野村住宅線                 | 文1  | 赤井・宮ヶ谷                                           | 野村住宅センター                  | ●京急      |
| 1    | 野村住宅線                 | 文2  | 赤井・宮ヶ谷                                           | 野村住宅南口                      | ●京急      |
| 1    | 野村住宅線                 | 文3  | 赤井・宮ヶ谷                                           | パークタウン入口                  | ●京急      |
| 1    | 金沢動物園線               | 文21 | 北谷・夏山                                             | 【急行】金沢動物園                | ●京急      |
| 1    | 坂本・夏山循環線           | 文22 | 夏山下・望美台                                         | 【循環】金沢文庫駅西口            | ●京急      |
| 2    | 高舟台循環線・八景台住宅線 | 文10 | 赤井・白山道・高舟台                                   | 【循環】金沢文庫駅西口            | ●京急      |
| 2    | 高舟台循環線・八景台住宅線 | 文10 | 赤井・白山道・ウッドパーク入口                         | 高舟台                            | ●京急      |
| 2    | 高舟台循環線・八景台住宅線 | 文11 | 赤井・小泉・白山道                                     | 八景台住宅                        | ●京急      |
| 2    | 高舟台循環線・八景台住宅線 | 文20 | 釜利谷東小学校前・白百合幼稚園・高舟台                 | 【循環】金沢文庫駅西口            | ●京急      |
| 2    | 白山道循環線               | 文5  | 小泉・白山道・六浦・金沢八景 （小泉回り）              | 【循環】金沢文庫駅西口            | ●京急      |
| 2    | 白山道循環線               | 文6  | 金沢区総合庁舎前・金沢八景・六浦 （六浦回り）          | 【循環】金沢文庫駅西口            | ●京急      |
| 3    | 沢木谷線                   | 文7  | 釜利谷東小学校前・小泉                                 | 関東学院大学金沢文庫キャンパス    | ●京急      |
| 4    | レイディアントシティ線     | 金02 | 白百合幼稚園前・レイディアントシティカルティエ2前      | レイディアントシティカルティエ5前 | ●大新東    |
| 4    | レイディアントシティ線     | 金03 | 赤坂・白百合幼稚園前 レイディアントシティカルティエ2前 | レイディアントシティカルティエ5前 | ●大新東    |
| 5    | 富岡線・洋光台線           | 富3  | 宮ヶ谷・氷取沢                                         | 京急富岡駅                        | ●京急      |
| 5    | 富岡線・洋光台線           | 洋1  | 氷取沢・下ヶ谷・栗木                                   | 洋光台駅                          | ●京急      |
| 5    | 能見台線・能見台5丁目線    | 文8  | 釜利谷高校・シティ能見台西                             | 能見台車庫前                      | ●京急      |
| 5    | 能見台線・能見台5丁目線    | 文9  | 釜利谷高校・能見台5丁目                                | 横浜氷取沢高校                    | ●京急      |

大新東バス専用乗り場

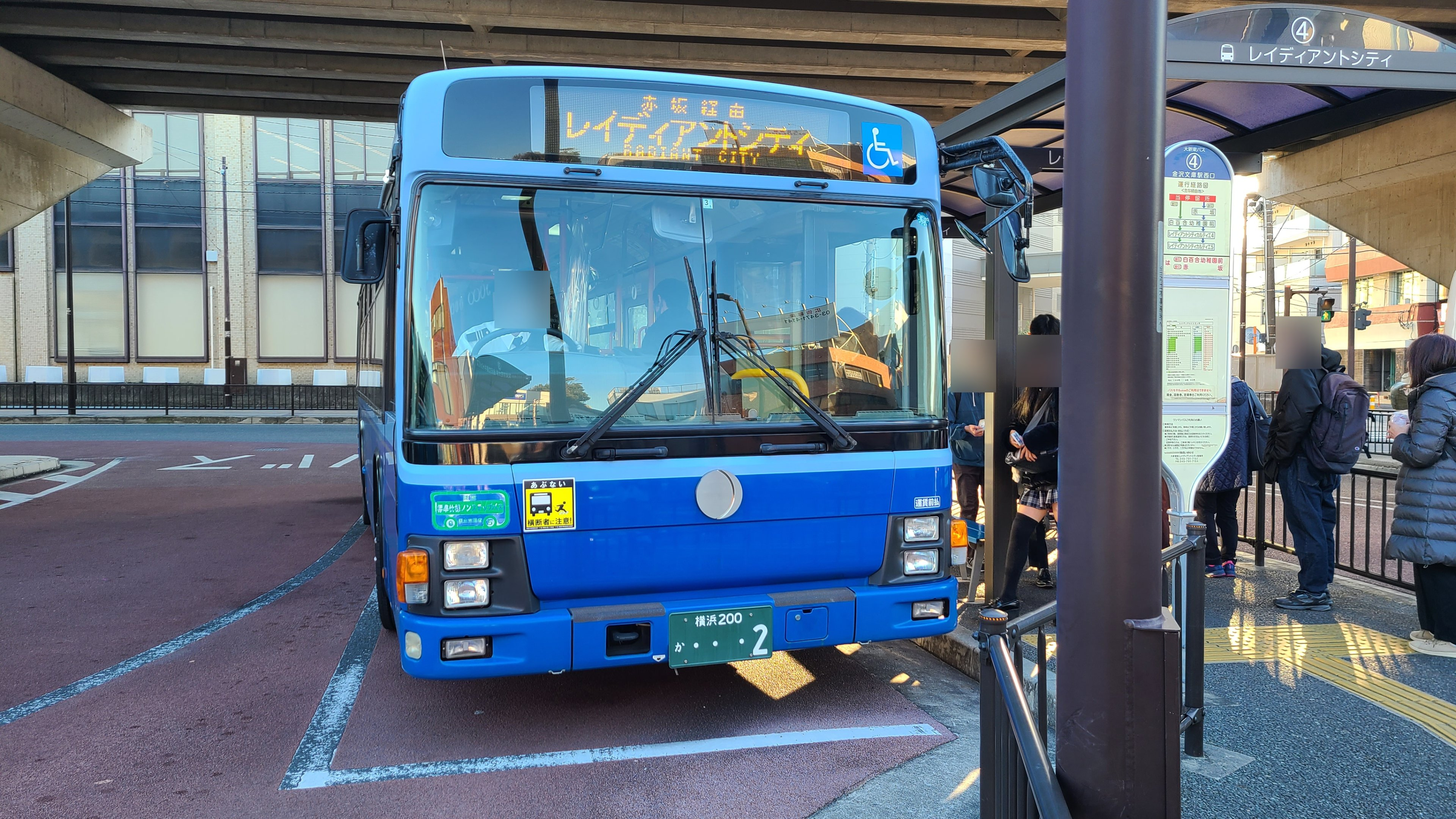
4番乗り場に停車中の大新東バス

かつては大新東の路線は駅前ターミナルへの乗り入れができず、駅（徒歩2分ほどの場所にある旧道沿いのフレンド金沢文庫保育園（高野ビル、旧 ローソン跡地）前に停留所を設置していた。2016年（平成28年）11月19日より駅前ターミナル改修により4番バス停に乗り入れることとなった。

### 金沢文庫駅（東口）
駅の東方、金沢シーサイドライン沿線の工業団地などへの路線が発着する。
| 乗場 | 路線                 | 系統 | 経由                                            | 行先               | 運行事業者 |
| ---- | -------------------- | ---- | ----------------------------------------------- | ------------------ | ---------- |
| 4    | 柴町線               | 文13 | 寺前・称名寺                                    | 柴町               | ●京急      |
| 4    | 金沢工業団地線       | 文17 | 西柴4丁目・文庫小学校・金沢工業団地・文庫小学校 | 【循環】金沢文庫駅 | ●京急      |
| 4    | 金沢工業団地線       | 文18 | 西柴4丁目・文庫小学校                           | 八景島駅歩道橋     | ●京急      |
| 4    | 金沢工業団地線       | 文19 | 西柴4丁目・福浦海岸・ヘリポート・西柴4丁目      | 【循環】金沢文庫駅 | ●京急      |
| 4    | 車庫 - 野島 - 文庫線 | 文15 | 町屋・平潟・夕照橋・日産自動車                  | 追浜車庫前         | ●京急      |

### 金沢文庫（国道）
駅の東を走る国道16号上に設置されている。東口発着路線に加え、駅前ターミナルに乗り入れない南北方向に延びる路線が発着する。以下の表では金沢文庫駅東口発着は記載しない（ただし平日の21時-22時の4系統は東口発着）。
| 乗場 | 路線   | 系統 | 経由                   | 行先                                    | 運行事業 |
| ---- | ------ | ---- | ---------------------- | --------------------------------------- | -------- |
| 1    | 磯子線 | 4    | 鳥見塚・杉田           | 磯子駅                                  | ●京急    |
| 2    | 磯子線 | 4    | 町屋・金沢八景・雷神社 | 追浜車庫前 （追浜駅・追浜日産自動車前） | ●京急    |

## 駅ビル構想
1980年代から京浜急行電鉄では、金沢文庫駅に駅ビルを、すずらん通り商店街などの地元地権者で構成する「金沢文庫五・六街区再開発推進委員会」（1988年4月28日で解散し「金沢文庫東口地区再開発組合」を設立）と共同で建設する計画が練られていた。
当初の計画では地上11階建て。京急側が「京急ニュータウン金沢能見台」の建設を進めており同ニュータウンの入居者の購買力に対応するため大型のショッピングセンターとした。延床面積は35,000m²。売場面積が約14,000m²の京急系のショッピングセンターの「ウイング金沢文庫」を核とし、地元商店を含んだ多数のテナントで構成。280台収容可能の駐車場に分譲住宅を設けるというものであった。建設費は組合施設部分込みで約110億円。開業すれば従来のウイング店舗を上回る大きさであった。
1989年（平成元年）1月に横浜商工会議所に建設のための三条申請を行い、早ければ同年半ばに建設を開始し、1991年（平成3年）4月の開業を目指していた。調整途中で地上14階・地下1階の規模にすることを決定するも、パートナーの組合側から猛反対に合い、計画は暗礁に乗り上げ頓挫した。
2012年現在、この計画は法改正により実現が困難となっている。2006年から社会情勢の変化を背景にした新たな再開発プランを視野に、地元住民や地権者、そして京急や横浜市が話し合いを重ねてプランを決定していくこととなった。
当初の駅ビル構想フロア図
| 階   | フロア概要       |
| ---- | ---------------- |
| 11階 | 分譲住宅         |
| 10階 | 分譲住宅         |
| 9階  | 分譲住宅         |
| 8階  | 分譲住宅         |
| 7階  | 分譲住宅         |
| 6階  | 分譲住宅         |
| 5階  | 駐車場           |
| 4階  | ウイング金沢文庫 |
| 3階  | ウイング金沢文庫 |
| 2階  | 金沢文庫駅       |
| 1階  | 金沢文庫駅       |

## 隣の駅
京浜急行電鉄
 本線
- □「モーニング・ウィング号」（乗車専用）、□「イブニング・ウィング号」（座席指定券不要）停車駅

■快特・■特急
上大岡駅 (KK44) - 金沢文庫駅 (KK49) - 金沢八景駅 (KK50)
■急行・■普通
能見台駅 (KK48) - 金沢文庫駅 (KK49) - 金沢八景駅 (KK50)